# Horská synagoga
Horská synagoga v Hartmanicích byla postavena v letech 1883–1898. Nacisty byla uzavřena roku 1938. Později sloužila jako truhlárna, sklad pneumatik, apod. Během vlády komunistického režimu došlo k postupné devastaci budovy, a budova se proměnila v ruinu. V roce 2003 došlo k vážnému poškození střechy a hrozil definitivní zánik celé budovy. Obnovy synagogy se ujalo občanské sdružení Památník Hartmanice, založené Michalem Klímou. S ideovým námětem, vytvořit v Synagoze Hartmanice „Památník česko-německo-židovského soužití“, přišla Zuzana Jonová. O tři roky později, v roce 2006, byla synagoga slavnostně znovuotevřena. Jedná se o nejvýše položenou synagogu v Česku. Památka byla oceněna porotou jako Stavba roku 2006 Plzeňského kraje. V listopadu 2013 zorganizovala Česká unie židovské mládeže v synagoze vůbec první šábesovou bohoslužbu od roku 1938.

## Expozice
- Šumavské vesnice zlikvidované po roce 1948
- Spolužití Čechů, Němců a Židů na Šumavě
- Audiovizuální prezentace:
  - Walter Bloch,
  - Eva Erbenová (Přežila jsem pochod smrti),
  - František Zahrádka (Šumavský strážce svobody).

Během let 2006–2008 se v synagoze uskutečnilo více než 60 koncertů, přednášek a divadelních představení.